# Астрономия. Популярные лекции
«Астрономия. Популярные лекции» — популярный учебник по астрономии российского астронома и популяризатора науки Владимира Георгиевича Сурдина, вышедший в 2017 году в издательстве Литео. В 2019 году вышло второе расширенное издание в издательстве Московского центра непрерывного математического образования. Книга вошла в шортлист премии Просветитель в 2019 году в категории «Естественные и точные науки».

## Аннотация издательства
В книге представлены развернутые и отредактированные записи некоторых лекций, прочитанных в последние годы студентам различных специальностей. Базой для них стал межфакультетский курс МГУ «Основы астрономии». Эти лекции можно использовать как вводный курс для студентов естественно-научных факультетов (физиков, химиков, биологов, географов и геологов), а также математиков и инженеров, которые ранее систематически не изучали астрономию, но в своей работе могут с ней соприкоснуться. Лекции будут небесполезны и для филологов, особенно для переводчиков и редакторов, поскольку знакомят с современной астрономической терминологией и важнейшими понятиями из области космических наук. Книга пригодится также учителям физики, преподающим астрономию в средней школе, с интересом ее прочитают и любители астрономии.

## Отзывы и рецензии
Сергей Масликов, эксперт Всенауки, президент Новосибирского астрономического общества так охарактеризовал книгу: 
С одной стороны это учебник, в котором последовательно рассматриваются темы, присутствующие и в обычных школьных учебниках. Но здесь каждая тема раскрыта гораздо полнее, чем в обычном учебнике. Каждая лекция излагается настолько полно, насколько это возможно для популярной литературы. Для увлеченного читателя, уже обладающего познаниями в астрономии, это следующий уровень погружения в тему. Особенно интересны рассказы о планетах и их исследованиях.
Григорий Тарасевич, журналист, популяризатор науки, педагог, основатель и главный редактор научно-популярного журнала Кот Шрёдингера на сайте научно-просветительской программы Всенаука написал о книге так:
В ваше время не было курса астрономии в школе? Или он был, но вы его основательно забыли? Или вы просто хотите знать, что там происходит у вас над головой? Или... В общем, вам стоит обратить внимание на эту книгу. Луна, полеты в космос, планеты Солнечной системы, Солнц, другие звезды — по такому маршруту предлагает нам отправиться Владимир Сурдин, возможно, самый известный популяризатор астрономии в России. Достаточно зайти в YouTube, и вы найдете сотни его выступлений. Количество его книг и статей тоже огромное. Но из всех них Владимир Сурдин считает книгу «Астрономия. Популярные лекции» самой лучшей для тех, кто начинает знакомиться с наукой о космосе. 
Не пугайтесь слова «лекции» в названии. Да, книга написана на основе занятий, которые Сурдин вел в МГУ. Но все изложено настолько просто, что будет понятно и биологу, и филологу, и психологу. А от лекционного формата осталась интонация устной речи. Когда читаешь, порой начинает казаться, что перед тобой не буквы, а живой человек, рассказывающий очень увлекательную историю.
Константин Мильчин, главный редактор сетевого издания о книгах Горький, изучая длинный список премии Просветитель за 2019 год, описывает книгу Владимира Сурдина так:
Выдающий астроном и выдающийся популяризатор Владимир Сурдин уже получал «Просветителя» в 2012 году за книгу «Разведка далеких планет». Теперь же перед нами лекции по астрономии, но не просто расшифровки, как это бывало в истории премии, а заново написанный текст. В принципе, к этой книге сложно найти претензии. Сурдин — прекрасный рассказчик, он относится к тому типу действительно великих специалистов, которые знают свой предмет настолько хорошо, что никогда не опустятся до покровительственного и пренебрежительного тона. От взора Сурдина ничего не скроется: ни устаревшие, но интересные теории, ни новейшие открытия; он касается и космонавтики, и поиска экзопланет, и черных дыр, и марсианской воды. И даже нельзя сказать, что новая книга — повторение старой: нет, это разные работы, Сурдин знает об астрономии столько, что может не повторяться. Но все-таки в том, что Сурдин — настоящий просветитель, нет никаких сомнений. Так что пусть лучше в этом году награда достанется тому, у кого такого безусловного статуса еще нет.

## Открытый доступ
В 2020 году благотворительный книжный проект Дигитека объявил краудфандинг на платформе Planeta.ru для того, чтобы сделать бесплатными десятки научно-популярных книг. В 2021 году в открытый доступ выложили 40 научно-популярных книг, среди которых можно бесплатно скачать книгу «Астрономия. Популярные лекции».